# Pomnik Obrońców Twierdzy Przemyśl w Budapeszcie
Pomnik Obrońców Twierdzy Przemyśl w Budapeszcie, węg. Przemysl emlékmű lub Przemysl – pomnik w Budapeszcie położony w II Dzielnicy niedaleko mostu Małgorzaty, na prawym brzegu Dunaju. Monument upamiętnia tysiące Węgrów poległych w trakcie pierwszego i drugiego oblężenia Przemyśla w latach 1914–1915 w okresie I wojny światowej.

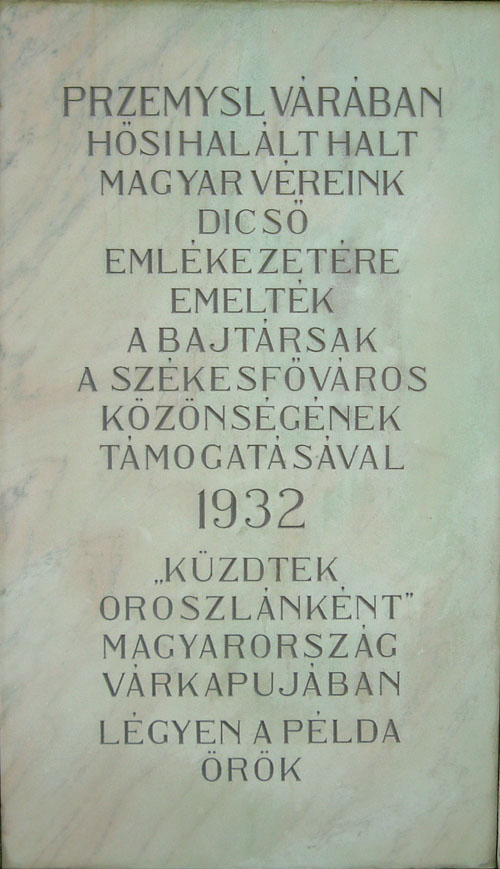
Napis na pomniku

Nazwa polskiego miasta Przemyśl pozostaje wciąż najbardziej rozpoznawalną polską nazwą geograficzną na Węgrzech, kojarząc się jednoznacznie z obroną Twierdzy Przemyśl w okresie I wojny światowej. Mieszkańcom Budapesztu Przemyśl kojarzy się przede wszystkim z pomnikiem ofiar oblężenia miasta. Obrona Przemyśla była dla Węgrów symboliczną, a zarazem najbardziej dramatyczną pod względem liczby ofiar bitwą Wielkiej Wojny.
W latach 20. XX w wśród byłych obrońców Twierdzy pojawiła się inicjatywa upamiętnienia poległych. Monument zaprojektował znany węgierski artysta-rzeźbiarz Szilárd Sződy. W 1932 roku w asyście najwyższych władz państwowych Węgier pomnik został uroczyście odsłonięty.
Na zbudowanym z białego piaskowca postumencie znajduje się spiżowy lew, który symbolizuje męstwo i poświęcenie węgierskich obrońców Przemyśla. Lew depcze wrogie proporce rosyjskie. Na czterech bokach postumentu znajduje się pozłacany napis Przemyśl, a od strony Dunaju również daty: 1914-1915. Również od tej strony w 2000 wmurowano nową tablicę pamiątkową poświęconą żołnierzom węgierskim.
Napis na marmurowej tablicy na pomniku w polskim tłumaczeniu brzmi: Ten pomnik został postawiony ku pamięci węgierskich rodaków bohatersko poległych w Twierdzy Przemyśl przez obywateli i przy pomocy władz stolicy. „Walczyliście jak lwy” w bramie Węgier. Niech ten czyn zostanie zapamiętany na wieki.
Przy pomniku w rocznicę odbicia twierdzy odbywają się uroczystości patriotyczne.

## Wirtualna Księga Poległych Twierdzy Przemyśl 1914-1920
Od 2022 dostępna jest ewidencja poległych, udostępniona przez Przemyskie Stowarzyszenie Rekonstrukcji Historycznej: Wirtualna Księga Poległych. 2022. [dostęp 2022-05-16]. (pol.). udostępniająca ewidencję pochówków poległych z lat 1914-1920 na 15 cmentarzach w Przemyślu i okolicach, w tym poległych żołnierzy Wojska Polskiego z lat 1918-1920.